# Le Bracelet
Le Bracelet (30 Minutes After Noon) est le 7e épisode de la première saison (18e épisode sorti en VHS) de la série télévisée Les Sentinelles de l'air. L'ordre de diffusion étant différent de l'ordre de production, il fut le dix-huitième épisode réalisé.

## Synopsis
Thomas Prescott, un employé de bureau de Londres, est sur le chemin du retour du travail lorsqu'il prend un homme en auto-stop. Au moment de le déposer, et afin de le "remercier", l'homme lui accroche de force un étrange bracelet autour du poignet. Le menaçant avec un revolver, il lui annonce que le bracelet contient une charge explosive qui doit exploser dans quelques minutes. La seule solution offerte à Prescott pour retirer le bracelet est de se rendre à son bureau, trouver une clé dans un tiroir bien précis et de laisser le bracelet explosif dans le tiroir. 
Paniqué, Prescott roule en trombe vers la City, parvient à trouver la clé dans le tiroir indiqué, mais l'explosion se produit alors qu'il est encore dans l'ascenseur, tentant de quitter de l'immeuble. L'explosion sectionne les câbles de l'ascenseur, qui va s'écraser au niveau du sous-sol, tandis qu'un important incendie ravage les étages touchés par l'explosion. Les pompiers tentent de maîtriser l'incendie, mais ne peuvent atteindre Prescott, coincé dans la cabine de l'ascenseur. Les Sentinelles de l'air sont contactés par la police afin de le sauver : ils mettent en place une cabine ignifugée munie de lances à incendie et parviennent à atteindre le sous-sol et à sauver Prescott.
L'enquête révèle que l'attentat était destiné à détruire les archives relatives au grand banditisme en Angleterre, notamment la bande Herrman, le groupe le plus dangereux du moment. Les services secrets britanniques infiltrent un agent, Southern, au sein de la bande. Celui-ci se retrouve impliqué dans une mission qui a pour but de faire exploser une réserve de plutonium. Les 3 hommes choisis, dont Southern, sont informés par radio du plan, et que les explosifs leur ont déjà été fournis, via le bracelet qui leur a été attaché au poignet... Ils ne peuvent ainsi renoncer à la mission. Les 3 hommes se rendent sur place, parviennent à neutraliser les robots qui gardent l'entrepôt et arrivent devant le sas où ils doivent déposer les explosifs. Southern tente alors d'arrêter les deux hommes et de les forcer à livrer le chef Herrman. C'est alors qu'un robot qui n'a pas été neutralisé s'attaque à Prescott. Les deux criminels en profitent pour s'enfuir en laissant les explosifs en place, tandis que Southern est immobilisé par le robot. Grâce à un stylo placé dans son émetteur, l'agent parvient à prévenir sa hiérarchie de la situation : les bandits ont fermé les portes blindées qui mènent jusqu'au cœur de l'entrepôt et détruit les systèmes d'ouverture. Les services secrets appellent les Sentinelles de l'air à la rescousse : Scott (en) et Virgil (en) découpent les portes blindées à l'aide d'un laser et parviennent in extremis jusqu'à Southern. Scott fonce au-dessus de la mer avec le Thunderbird 1 afin de laisser les charges exploser au large. Pendant ce temps, Lady Pénélope (en) a poursuivi les deux criminels jusqu'au lieu de rendez-vous avec le chef Herrman et abat l'hélicoptère dans lequel les 3 hommes tentent de fuir.